# Пастушок санта-геленський
Пастушок санта-геленський (Aphanocrex podarces) — вимерлий вид журавлеподібних птахів родини пастушкових (Rallidae). Він був ендеміком острова Святої Єлени на півдні Атлантики. Вимер на початку 16 століття.

## Історичні відомості
Вид описав американський орнітолог Александр Ветмор із субфосильних останків, знайдених у долині Просперус-Бей на острові Святої Єлени. Він відніс вид до нового роду Aphanocrex. Однак у 1973 році американський палеонтолог Сторрс Олсон синонімізував цей рід із родом Atlantisia, іншим представником якого був пастушок тристанський (Atlantisia rogersi). Проте інші вчені не вважали їх навіть близькими родичами, тому вид зберігся у роді Aphanocrex.
Імовірно, вид вимер незабаром після відкриття острова в 1502 році.

## Опис
Пастушок санта-геленський був відносно великим і досягав розміру майже новозеландської уеки (Gallirallus australis). На відміну від уеки він був стрункішим. Оскільки до шістнадцятого століття на острові Святої Єлени не було хижаків, птах втратило здатність літати, але його крила були розвинені краще, ніж крила тристансткого пастушка. Крім того, у нього були сильні пальці з довгими кігтями, що давало цьому виду хорошу здатність лазити та пурхати по крутих стінах долини. Ймовірно, він харчувався яйцями та молодняком кількох видів наземних і пелагічних птахів острова Святої Єлени, а також равликами. Подібно до інших птахів, що гніздяться на землі, він став жертвою чужорідних хижаків, таких як коти та пацюки, яких привезли на остров Святої Єлени після 1502 року.